# Jimmy Johnson (allenatore di football americano)
James William Johnson, detto Jimmy (Port Arthur, 16 luglio 1943), è un allenatore di football americano statunitense che ora lavora come analista per Fox NFL on Sunday. È stato il primo, e rimane uno dei soli tre, allenatore a vincere sia un campionato NCAA (con l'Università di Miami) che il Super Bowl (coi Dallas Cowboys). È stato introdotto nella Pro Football Hall of Fame nel 2020.

## Carriera da allenatore

### Dallas Cowboys
Nel 1989, Jerry Jones, il nuovo proprietario dei Dallas Cowboys, un amico di vecchia data ed un ex compagno di squadra di Johnson alla University of Arkansas, gli chiese di sostituire come allenatore Tom Landry, l'unico coach che la squadra avesse mai avuto dalla sua fondazione nel 1960. Johnson si riunì col suo ex ricevitore e Miami Michael Irvin, ma nella sua prima stagione i Cowboys terminarono con un record di 1–15. Johnson, tuttavia, non impiegò molto a trasformare i Cowboys in una squadra da titolo, grazie alla sua abilità nello scegliere giocatori nel draft, nell'effettuare scambi favorevoli (ad esempio quello di Herschel Walker che fece guadagnare sei scelte del draft e altri giocatori dai Minnesota Vikings) e nel firmare free agent di qualità come Jay Novacek.
Johnson allenò i Cowboys dal 1989 al 1993. È uno dei soli sei uomini della storia della NFL (con Vince Lombardi, Don Shula, Chuck Noll, Mike Shanahan e Bill Belichick) ad aver allenato una squadra che vinse due Super Bowl consecutivi, il Super Bowl XXVII nel 1992 e il Super Bowl XXVIII nel 1993. Johnson guidò i Cowboys a un record di 10-1 nella stagione regolare durante il mese di dicembre nel periodo tra il 1991 e il 1993, con un record nei playoff di 7-1 in quegli anni. Johnson inoltre ha un record di 24-1 quando il running back Emmitt Smith corse 100 o più yard nella stagione regolare e 5-0 nei playoff. Jimmy Johnson e Jerry Jones decisero consentualmente di dividersi alla fine della stagione 1993 a causa della consapevolezza di non riuscire a lavorare insieme.

### Miami Dolphins
Dopo aver lavorato in televisione, Johnson si unì ai Miami Dolphins nel 1996, per sostituire il leggendario allenatore Don Shula.
Johnson ereditò uno dei migliori attacchi della NFL, guidato dal quarterback futuro membro della Pro Football Hall of Fame Dan Marino mentre la difesa era considerata mediocre. Uno specialista difensivo, Johnson si aspettò di riuscire a costruire una difesa da titolo. Johnson e il suo staff selezionarono nel draft alcuni giocatori eccellenti come Zach Thomas, Jason Taylor, Sam Madison e Patrick Surtain. I Dolphins terminarono con un record di 8-8 nel 1996 e 9-7 nel 1997, perdendo coi New England Patriots nel primo turno di playoff. Nel 1998, con la miglior difesa della lega, Miami terminò con un record di 10-6, vincendo coi Buffalo Bills nel primo turno di playoff ma perdendo nettamente contro i Denver Broncos nel successivo.
Johnson si ritirò alla fine della stagione 1999, dopo un'imbarazzante sconfitta 62-7 contro i Jacksonville Jaguars nei playoff e col rapporto con Dan Marino ormai completamente deteriorato.

## Filmografia parziale

### Televisione
- The Shield – serie TV, episodio 5x07 (2006)

## Doppiatori italiani
Nelle versioni in italiano delle opere in cui ha recitato, Jimmy Johnson è stato doppiato da:
- Pierluigi Astore in The Shield

## Palmarès
- Super Bowl : 2 Vincitore del Super Bowl (XXVII, XXVIII)
- (1) Campionato NCAA (1987)
- Allenatore della NFL dell'anno (1990)
- Pro Football Hall of Fame (classe del 2020)
- College Football Hall of Fame

## Record come capo-allenatore
| Squadra    | Anno       | Stagione regolare | Stagione regolare | Stagione regolare | Stagione regolare | Stagione regolare | Playoff | Playoff | Playoff | Playoff                                                  |
| Squadra    | Anno       | Vit.              | Sc.               | Pari              | % Vit.            | Pos.              | Vinte   | Perse   | % Vit.  | Risultato                                                |
| ---------- | ---------- | ----------------- | ----------------- | ----------------- | ----------------- | ----------------- | ------- | ------- | ------- | -------------------------------------------------------- |
| DAL        | 1989       | 1                 | 15                | 0                 | 6,3               | 5º nella NFC East | -       | -       | -       | -                                                        |
| DAL        | 1990       | 7                 | 9                 | 0                 | 43,8              | 4º nella NFC East | -       | -       | -       | -                                                        |
| DAL        | 1991       | 11                | 5                 | 0                 | 68,8              | 2º nella NFC East | 1       | 1       | 50      | Sconfitta coi Detroit Lions nel divisional round.        |
| DAL        | 1992       | 13                | 3                 | 0                 | 81,3              | 1º nella NFC East | 3       | 0       | 100     | Vittoria del Super Bowl XXVII.                           |
| DAL        | 1993       | 12                | 4                 | 0                 | 75,0              | 1º nella NFC East | 3       | 0       | 100     | Vittoria del Super Bowl XXVIII.                          |
| Totale DAL | Totale DAL | 44                | 36                | 0                 | 55                |                   | 7       | 1       | 87.5    |                                                          |
| MIA        | 1996       | 8                 | 8                 | 0                 | 50                | 4º nella AFC East | -       | -       | -       |                                                          |
| MIA        | 1997       | 9                 | 7                 | 0                 | 56,3              | 2º nella AFC East | 0       | 1       | 0       | Sconfitta coi New England Patriots nel wild card round.  |
| MIA        | 1998       | 10                | 6                 | 0                 | 62,5              | 2º nella AFC East | 1       | 1       | 50      | Sconfitta coi Denver Broncos nel divisional round.       |
| MIA        | 1999       | 9                 | 7                 | 0                 | 62,5              | 3º nella AFC East | 1       | 1       | 50      | Sconfitta coi Jacksonville Jaguars nel divisional round. |
| Totale MIA | Totale MIA | 36                | 28                | 0                 | 56,3              |                   | 2       | 3       | 40      |                                                          |
| Totale     | Totale     | 80                | 64                | 0                 | 55,6              |                   | 9       | 4       | 69,2    |                                                          |